# Міжнаціональні сутички у Ставрополі
Міжнаціональні сутички у Ставрополі — заворушення у Ставрополі в кінці травня — на початку червня 2007 року, що полягали у масових зіткненнях з застосуванням холодної й вогнепальної зброї між росіянами й кавказцями (переважно, чеченцями).

## Початок конфлікту
Увечері 24 травня 2007 року в Ставрополі сталося масове зіткнення між молодіжними угрупуваннями, в якому взяло участь, за різними оцінками, від 100 до 400 осіб, переважно молодих людей. Різні джерела вказують різну кількість учасників та відмінне місце сутичок. Зі слів голови організації «Братній союз народів Кавказу» Асхабали Алібекова, це була бійка «один на один», але міліціонери «почали розганяти тільки кавказців».
Інтерфакс, з посиланням на ГУВС Ставропольського краю, вказує число учасників від 100 до 300 осіб й те, що бійка сталася в Промисловому районі Ставрополя.
Газета.ру повідомляє про 300 до 400 учасників, про час 20:00, про те, що зіткнення сталися в лісовому масиві в районі проспекту Юності Північно-Західному мікрорайоні Ставрополя, а також про те, що зіткнення сталися між російським й дагестанським молодіжними угрупуваннями.
В ході конфлікту було убито студента Ставропольського гуманітарного інституту чеченця Гілані Атаєва, що загинув від перелому гортані; міліціонером важко поранено кулею ще одного студента — Заурбек Ахматов.

## Розвиток ситуації
В ніч з 2-го на 3-тє червня поруч з будівлею Ставропольської державної медичної академії на розі вулиць Миру й Ломоносова, були знайдено тіла студентів-росіян з відтятими головами: Віктора Чадина й Павла Блохіна. З'явилася версія про те, що це вбивство стало помстою кавказців за Гілані Атаєва, вбитого у бійці 24 травня. У той же час, правоохоронні органи озвучили свою точку зору, згідно з якою злочин скоєно з метою пограбування. А також поширили фоторобот, й заявили, що в скоєнні вбивства підозрюється чоловік слов'янської зовнішності.
У вівторок, 5 червня, після похорону вбитих студентів у центрі Ставрополя відбувся стихійний мітинг «Слов'янський схід», що закінчився безладами й спробами антикавказьких погромів. Заздалегідь по Ставрополю пішов слух, що ввечері в місті вводиться комендантська година. Маршрутні таксі та громадський транспорт перестали виїжджати на маршрути вже близько 19.00 вечора, водії боялися. Людей на вулиці майже не було, посполиті боялися вийти на вулицю. За спогадами очевидця тих подій: «Відчуття — ніби війна почалася, місто вимерло, люди взагалі були відсутні на вулицях й тільки по центральних ТБ-каналах Москва показувала парад педерастів, замовчуючи те, що відбувається в Ставрополі, таке тільки під час війни буває, непередавані відчуття — йти по порожньому, вимерлого міста!». Магазини та інші заклади закрилися раніше часу, місто дійсно вимерло. Далі пішли чутки, що хтось на автомобілі «жигулі» в районі нижнього ринку Ставрополя випустив у повітря кілька черг з АКМ. Інші стверджували, що чули стрілянину з автоматичної зброї в південно-західному районі Ставрополя. На центральну площу міста Ставрополя вийшло близько 1000 осіб. Всього правоохоронними органами за порушення громадського порядку було затримано 51 учасників акції.
8 червня 2007 року влада Ставрополя повідомила, що заарештовано підозрюваного у вбивстві студентів, що сталося в ніч з 2 на 3 червня. Ним виявився один із 51 затриманих 5 червня учасників «Слов'янського сходу». Також повідомляється, що затримано двоє мешканців Ставрополя, підозрюваних у вбивстві 24 травня під час масової бійки чеченського студента Гілані Атаєва.
16 вересня 2007 року було виправдано й звільнено з-під варти Андрія Кейліна, якого раніше затримано за звинуваченням у вбивстві двох студентів-слов'ян.